# Steingrímur Hermannsson
Steingrímur Hermannsson (22 de junio de 1928 - 1 de febrero de 2010), político de Islandia, dos veces primer ministro de su país.

## Biografía
Su padre fue Hermann Jónasson, también primer ministro del país. Como hijo de un prominente funcionario, Steingrímur disfrutó de una relativamente despreocupada educación en un país asolado por la Gran Depresión. Siendo un muchacho, tuvo una excepcional proximidad con la política de Islandia durante la Segunda Guerra Mundial, escuchando las discusiones sobre los asuntos de Estado en el living de su padre.
No deseando seguir los pasos de éste en política, Steingrímur se fue a Estados Unidos en 1948, donde estudió ingeniería en Chicago, y luego en Caltech. Tras retornar a su país natal y experimentar problemas tanto en su vida privada como en su carrera en los negocios, finalmente cedió a las presiones de sus amigos y entró en política en los años sesenta. Fue elegido para el Althing (Parlamento) por el Partido Progresista en 1971. Se transformó en el jefe del partido en 1979, un año muy turbulento en la política islandesa. 

## Carrera política
Hermannsson se desempeñó como primer ministro entre el 28 de mayo de 1983 y el 8 de julio de 1987, y de nuevo entre el 28 de septiembre de 1988 y el 30 de abril de 1991. Fue también por algún tiempo ministro de Justicia, de Agricultura, de Pesca, de Transportes y de Asuntos Exteriores. Fue jefe del Partido Progresista desde 1979 hasta 1994. Luego fue director del Banco Central de Islandia hasta su retiro en 1998.
Su legado como primer ministro es algo controvertido, ya que muchos lo consideran el último representante del "viejo sistema" en la política islandesa, presuntamente plagado de favoritismo político y corrupción. Este sistema fue gradualmente desmantelado por los sucesivos gobiernos liderados por Davíð Oddsson, quien implementó enormes reformas económicas y administrativas. Los partidarios de Hermannsson, sin embargo, afirman que éste hizo un buen trabajo sobrellevando las difíciles circunstancias económicas de los años ochenta y principios de los noventa.
Internacionalmente, su mayor momento como primer ministro tuvo lugar en 1986, cuando fue huésped de la cumbre de Reikiavik entre el premier soviético Mijaíl Gorbachov y el presidente norteamericano Ronald Reagan. Aunque no fue considerada un éxito en ese momento, la cumbre allanó el camino para el fin de la Guerra Fría, y la organización del evento por parte del gobierno islandés fue extensamente elogiada.
Hermannsson al principio mantuvo un bajo perfil en su retiro, manifestando raramente su opinión sobre los asuntos públicos. Fue sin embargo miembro fundador de Heimssýn, una organización opuesta al ingreso de Islandia a la Unión Europea, y se volvió crecientemente crítico de las políticas del Partido Progresista. Como resultado, perdió la mayor parte del status informal de "Gran Viejo" del partido, que muchos habían esperado que cumpliera. En 2007, brindó su apoyo público al "Movimiento Islandés" un movimiento ambientalista ad hoc que compitió en las elecciones para el Althing de ese año, apareciendo en anuncios televisivos de campaña.

## Legado
En cualquier caso, hoy Hermannsson es un viejo estadista querido y respetado, y era considerado como potencial candidato para las elecciones presidenciales de 1996. Pero rápidamente declinó este honor, declarando que su intención era retirarse a la edad de 70 años. Sus memorias, publicadas en tres volúmenes entre 1998 y 2000, se transformaron en superventas.   
Su hijo, Guðmundur Steingrímsson, está ahora comenzando una carrera en la política islandesa. Compitió para el Althing en las elecciones de 2007, pero no por el Partido Progresista de su padre y su abuelo, sino por la Alianza Social Democrática (Samfylkingin).